# هاريس ألان
هاريس ألان هو ممثل كندي، ولد في 11 فبراير 1985 في ريجاينا في كندا.

## وصلات خارجية
- هاريس ألان على موقع IMDb (الإنجليزية)
- هاريس ألان على موقع إن إن دي بي (الإنجليزية)
- هاريس ألان على موقع قاعدة بيانات الفيلم (الإنجليزية)